# Andrea Peron (1971)
Andrea Peron (Varese, 14 augustus 1971) is een voormalig Italiaans wielrenner.

## Carrière
Peron, die behoorlijk kon klimmen en een goede tijdrit kon rijden, reed zijn carrière voornamelijk als knecht en won slechts een paar kleinere wedstrijden. In 1999 werd hij tiende in de Ronde van Frankrijk; twee jaar later werd hij Italiaans kampioen tijdrijden. In 2006 beëindigde hij zijn loopbaan. Hij is momenteel Race Performance Director bij het Italiaanse Manifattura Valcismon. In die functie beheert hij de relaties van het bedrijf met de professionele wielerploegen.  
Tijdens de Ronde van Frankrijk 1995 was Peron de kamergenoot van Fabio Casartelli die in de afdaling van de Col de Portet-d'Aspet verongelukte.

## Overwinningen
1992
- 2e etappe Vredeskoers
- Ronde van Lombardije voor beloften

1994
- First Union Invitational
- 8e etappe Tour Dupont
- 3e etappe Hofbrau Cup

1995
- 2e etappe Tour Dupont

1996
- 1e etappe Ronde van Castilië en León
- Eindklassement Ronde van Castilië en León

2001
- Italiaans kampioen tijdrijden, elite

2003
- Firenze-Pistoia

2004
- 1e etappe Ronde van de Middellandse Zee

2005
- Trofeo Città di Borgomanero

## Resultaten in voornaamste wedstrijden
| Jaar | Ronde van Italië | Ronde van Frankrijk | Ronde van Spanje |
| ---- | ---------------- | ------------------- | ---------------- |
| 1992 |                  |                     |                  |
| 1993 |                  | opgave              |                  |
| 1994 |                  | 61e                 |                  |
| 1995 |                  | 44e                 | 79e              |
| 1996 |                  |                     | 8e               |
| 1997 |                  | 56e                 |                  |
| 1998 |                  |                     |                  |
| 1999 | 56e              | 10e                 |                  |
| 2000 | 75e              |                     | 58e              |
| 2001 | 43e              |                     |                  |
| 2002 | 73e              | 53e                 |                  |
| 2003 |                  | 54e                 |                  |
| 2004 |                  | 64e                 |                  |
| 2005 | 77e              |                     | 64e              |

| Jaar | Milaan-San Remo | Gent-Wevelgem | Ronde van Vlaanderen | Parijs-Roubaix | Amstel Gold Race | Luik-Bast.‑Luik | Ronde van Lombardije | Waalse Pijl |  | Wereldranglijsten |
| ---- | --------------- | ------------- | -------------------- | -------------- | ---------------- | --------------- | -------------------- | ----------- |  | ----------------- |
| 1992 |                 |               |                      |                |                  |                 |                      |             |  |                   |
| 1993 | 134e            | 26e           | 62e                  |                |                  |                 | 38e                  |             |  |                   |
| 1994 | 66e             | 20e           | 21e                  | 47e            |                  | 15e             | 27e                  |             |  |                   |
| 1995 | 81e             | 82e           |                      |                |                  | 61e             | 56e                  |             |  |                   |
| 1996 | 59e             | 29e           | 42e                  |                | 18e              | 22e             | 10e                  | 39e         |  | 20e (UWB)         |
| 1997 | 122e            |               |                      |                | 63e              | 74e             |                      | 94e         |  |                   |
| 1998 | 110e            |               |                      |                | 16e              | 7e              |                      | 11e         |  | 20e (UWB)         |
| 1999 |                 |               |                      |                |                  | 47e             |                      |             |  |                   |
| 2000 |                 |               |                      |                |                  |                 |                      | 29e         |  |                   |
| 2001 |                 |               |                      |                |                  | 69e             |                      | 67e         |  |                   |
| 2002 | 63e             |               |                      |                |                  | 99e             | 33e                  | 133e        |  |                   |
| 2003 | 60e             |               |                      |                |                  | 69e             | 20e                  | 73e         |  |                   |
| 2004 |                 |               |                      |                |                  |                 |                      |             |  |                   |
| 2005 |                 |               |                      |                |                  | 98e             | 83e                  | 81e         |  |                   |